# Jaime Redondo
Jaime Fomm Garcia Redondo (São Paulo, SP, 29 de outubro de 1890 — 5 de dezembro de 1952) foi um cantor, compositor e ator brasileiro. Era filho de Manoel Garcia Redondo, fundador e ocupante da cadeira 24 da Academia Brasileira de Letras. Padrasto de Belita Tamoio, viúva do ex-prefeito carioca Marcos Tamoio. Tocava violão e piano.

## Carreira artística
Jaime iniciou sua carreira artística como cantor na Rádio Educadora Paulista, fundada em 1923, da qual foi diretor de música popular. Em 1926, foi argumentista e fotógrafo do filme Lei do Inquilinato, de William Shoucair. No ano seguinte, dirigiu e atuou em Flor do Sertão. Gravou seu primeiro disco, em 1929, pela Columbia de São Palo, da qual foi artista pioneiro, com as canções Beijos e beijinhos e Jaci, ambas de sua autoria. Pouco depois, fez grande sucesso com a canção Saudade, a qual gravou com o Trio Ghiraldini. Também nesse ano, gravou as valsas Ao Cair o Pano (When the Curtain Comes Down), de Al Sherman, Al Lewis e Carl Hoefle, e Boa Noite (Good Night), de Leo Wood, Irving Bibo e Con Conrad, com letras em português de sua autoria, assim como a valsa-canção Ilusão Que Se Vai, também de sua autoria, e as marchas Harmonia! Harmonia! e Comendo Bola, de Hekel Tavares e Luiz Peixoto.
Em 1930, gravou as valsas-canções Sonhar (I'm Walking Around In a Dream), de Ted Lewis, Larry Yoell e Robert E. Spencer, e Ao Alvorecer (A las Tres de la Mañana), de Julián Robledo, e as modinhas Foi uma Noite Calmosa, de Luciano Gallet, e A Vida É Assim, de sua autoria e Luís Gonzaga; e teve seus sambas-canções Eu Quero Já e Rumores do Sertão gravados por Lila Dias com acompanhamento de Gaó, e sua valsa Ilusão Que Se Vai por Abigail Parecis. Compôs com Napoleão Tavares a valsa Meu Amor É Só Teu. No ano seguinte, Helena de Carvalho gravou suas marchas Carinhos... Carinhos... e Xi! Iaiá Tá Brava. Por sua vez, Jaime gravou Apenas um Gigolô, sua versão para Schöner Gigolo, de Leonello Casucci, e o foxtrote Encontro Feliz, versão para You Brought a New Kind of Love to Me, de Irving Kahal, Pierre Norman e Sammy Fain, interpretada por Maurice Chevalier no filme Romance de Veneza, além da modinha Seresta, de Leopoldo Fróes.
Também em 1931, participou do filme Cousas Nossas, o primeiro filme sonoro brasileiro.
Gravou apenas na Columbia entre 1929 e 1931, totalizando 50 gravações em 27 discos (78 rpm). Abandonado a carreira de cantor, foi ser diretor artístico do Cassino da Urca, no Rio de Janeiro.
Em 1950, alcançou grande sucesso com o samba-canção Ave Maria, de sua autoria com Vicente Paiva, gravado por Dalva de Oliveira nesse mesmo ano e até hoje um clássico do cancioneiro popular brasileiro, regravada entre outros pela Orquestra Cassino de Sevilha, Lana Bittencourt, Alberto Ribeiro e Luciene Franco. Esta composição foi selecionada para ser cantada por Fafá de Belém para o papa João Paulo II em sua segunda visita ao país na década de 1990.